# Ernst von Wolzogen
Ernst Ludwig von Wolzogen, född 23 april 1855 i Breslau, död 30 augusti 1934, var en tysk kulturkritiker och författare, känd som grundaren av kabaréformen Ueberbrett'l. Han var halvbror till författaren Hans von Wolzogen och far till filmproducenten  Hans von Wolzogen.

## Biografi
Wolzogen var bördig från en österrikisk adlig familj. Hans far, Alfred von Wolzogen, var ämbetsman och teaterchef. Wolzogen studerade litteratur, filosofi och konsthistoria i Strasbourg och Leipzig. År 1882 flyttade han till Berlin, där han arbetade som redaktör på ett förlag och blev senare frilansande författare. Mellan 1892 och 1899 bodde han i München, där han grundade Freie Literarische Gesellschaft, ett litterärt sällskap.  Han återvände till Berlin 1899, där han grundade kabarén Ueberbrettl - en lek med Nietzsches term Übermensch. Efter att föreställningen lagts ner 1905 återvände han till Darmstadt.

## Verk (i urval)
- 1879 Um 13 Uhr in der Christnacht
- 1885 Wilkie Collins: Ein Biographisch-Kritischer Versuch, biografi
- 1886 Heiteres und Weiteres, poesi
- 1887 Thüringer Roman
- 1890 Die tolle Komteß, roman
- 1890 Er photographiert, komedi
- 1892 Das Lumpengesindel, tragisk komedi
- 1894 Das gute Krokodil und andere Geschichten
- 1897 Der Kraft-Mayr, roman
- 1897 Die Gloria-Hose, novell
- 1899 Das dritte Geschlecht, roman
- 1901 Feuersnot, opera, musik av Richard Strauss
- 1905 Verse aus meinem Leben
- 1923 Wie ich mich ums Leben brachte (autobiografi; antisemitisk)